# Роткович, Лука
Лука Роткович (черног. Лука Ротковић; 5 июля 1988, Титоград, СФРЮ) — черногорский футболист, нападающий.

## Карьера
Заниматься футболом Лука Роткович начал в 6 лет в клубной школе «Будучности». В 17 лет перешёл в молодёжную команду «Партизана». Тренировался в футбольной школе этого клуба 2 года, однако за основной состав так и не сыграл.
Профессиональный дебют Ротковича случился в черногорском клубе «Петровац», в котором футболист играл с 2009 по 2010. Помимо это, в карьере были черногорские «Младост» и «Морнар», израильский «Маккаби» из Петах-Тиквы.
В 2015 Роткович играл за казахстанский «Окжетпес». В 31 матче нападающий забил 13 мячей и занял второе место в списке бомбардиров чемпионата Казахстана.
3 марта 2016 Роткович подписал однолетний контракт с минским «Динамо». Свой первый гол за минчан забил в ворота БАТЭ 24 апреля в матче «классико». Черногорец сравнял счёт (3:3) на третьей добавленной минуте матча.
Летом 2018 года перешёл в ФК «Луч» из Минска.